# استاد الثمامة
ملعب الثمامة هو ملعب كرة قدم، وهو سادس ملاعب كأس العالم قطر 2022، ويقع الملعب على بعد 12 كم جنوبي قلب العاصمة القطرية الدوحة.افتتح الملعب في 22 أكتوبر 2021 في مباراة جمعت ناديي السد والريان من بطولة كأس أمير قطر، وشهد الافتتاح حضور أمير قطر ورئيس الفيفا جياني إنفانتينو.

## التصميم المعماري
هذا الملعب هو أول مكان لكأس العالم يصممه المهندس المعماري القطري إبراهيم الجيدة. يحاكي تصميم استاد الثمامة الدائري شكل القحفية، وهو الاسم الذي تعرف به القبعة التقليدية التي يرتديها الرجال والأطفال في جميع أنحاء الوطن العربي، كما تُمثّل القحفية رمزاً للكرامة والاعتزاز بالنفس.

## البناء لبطولة كأس العالم 2022
استاد الثمامة هو واحد من ثمانية ملاعب بُنيت لكأس العالم لكرة القدم في قطر 2022. يقع بالقرب من مطار حمد الدولي، وقد شاركت كل من شركة الجابر الهندسية في قطر وشركة تكفن للإنشاءات التركية بشكل كبير في أعمال البناء. يُستلهم التصميم المعماري، الذي صممه رئيس المهندسين في مكتب الهندسة العربية إبراهيم جدة، من الطاقية التقليدية، وهي قبعة تقليدية يرتديها الرجال والفتيان في جميع أنحاء الشرق الأوسط. سيُحيط الملعب حديقة عامة مساحتها 000 ,50 متر مربع (000 ,540 قدم مربع). الاستاد يتسع ل 40،000 مقعد. بعد كأس العالم، سيتم إزالة نصف مقاعد الاستاد وسيتم التبرع بها لبلدان أخرى. اُفتتح الاستاد في 22 أكتوبر 2021.

## التاريخ

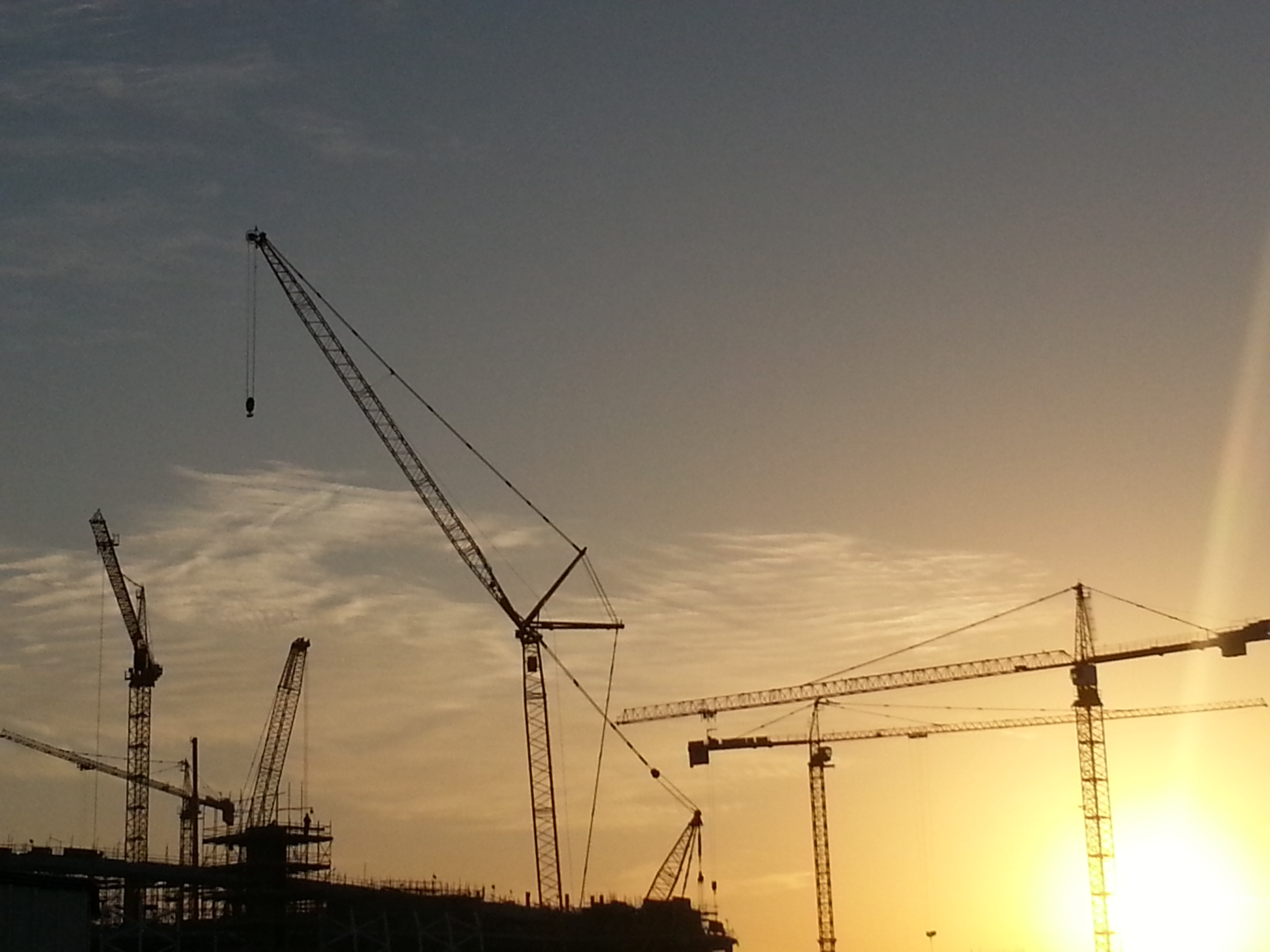
استاد الثمامة وهو قيد الإنشاء في عام 2013.

افتتح الاستاد في 22 أكتوبر 2021، بمناسبة نهائي كأس الأمير. في مايو 2018، حصل ستاد الثمامة على جائزة المشاريع المستقبلية MIPIM AR في فئة الرياضة والملاعب. استضاف الاستاد 6 مباريات خلال بطولة كأس العرب 2021، ومنها مباراة نصف النهائي بين الدولة المضيفة قطر والجزائر.

## نتائج الدورات الأخيرة

### كأس العرب 2021
| التاريخ        | الوقت | الفريق  | النتيجة              | الفريق                   | الدور            | عدد الحضور |
| -------------- | ----- | ------- | -------------------- | ------------------------ | ---------------- | ---------- |
| 1 ديسمبر 2021  | 16:00 | مصر     | 1–0                  | لبنان                    | المجموعة الرابعة | 11,757     |
| 3 ديسمبر 2021  | 13:00 | البحرين | 0–0                  | العراق                   | المجموعة الأولى  | 2,576      |
| 6 ديسمبر 2021  | 18:00 | تونس    | 1–0                  | الإمارات العربية المتحدة | المجموعة الثانية | 14,272     |
| 7 ديسمبر 2021  | 18:00 | المغرب  | 1–0                  | السعودية                 | المجموعة الثالثة | 8,502      |
| 11 ديسمبر 2021 | 22:00 | المغرب  | 2-2 (3–5 ركلات جزاء) | الجزائر                  | ربع النهائي      | 24,823     |
| 15 ديسمبر 2021 | 22:00 | قطر     | 1–2                  | الجزائر                  | نصف النهائي      | 42,405     |

### كأس العالم 2022
استضاف استاد الثمامة ثماني مباريات خلال مونديال 2022.
| التاريخ        | الوقت | الفريق  | النتيجة | الفريق           | الدور            | عدد الحضور |
| -------------- | ----- | ------- | ------- | ---------------- | ---------------- | ---------- |
| 21 نوفمبر 2022 | 19:00 | السنغال | 0–2     | هولندا           | المجموعة الأولى  | 41,721     |
| 23 نوفمبر 2022 | 19:00 | إسبانيا | 7–0     | كوستاريكا        | المجموعة الخامسة | 40,013     |
| 25 نوفمبر 2022 | 16:00 | قطر     | 1–3     | السنغال          | المجموعة الأولى  | 41,797     |
| 27 نوفمبر 2022 | 16:00 | بلجيكا  | 2-0     | المغرب           | المجموعة السادسة | 43,738     |
| 29 نوفمبر 2022 | 22:00 | إيران   | 0–1     | الولايات المتحدة | المجموعة الثانية | 42,127     |
| 1 ديسمبر 2022  | 18:00 | كندا    | 1–2     | المغرب           | المجموعة السادسة | 43,102     |
| 4 ديسمبر 2022  | 18:00 | فرنسا   | 3–1     | بولندا           | دور الـ16        | 40,989     |
| 10 ديسمبر 2022 | 18:00 | المغرب  | 1–0     | البرتغال         | ربع النهائي      | 44,198     |

## وصلات خارجية
- مشروع ملعب الثمامة